# Azim Premdži
Azim Hášim Premdži (gudžarátsky અઝીમ પ્રેમજી; * 24. července 1945 Bombaj) je indický podnikatel.
Pochází z obchodnické rodiny vyznavačů islámského směru ismá'ílíja původem z Gudžarátu. Vystudoval elektrotechniku na Stanfordově univerzitě v USA. V roce 1966 zdědil rodinnou firmu Wipro, která se zabývala výrobou rostlinných olejů. Pod jeho vedením společnost rozšířila svůj záběr na kosmetiku, strojírenství i elektroniku a v osmdesátých letech se stala indickým lídrem v oboru informačních technologií, Zaměřila na také na poskytování outsourcingu a vyrostla na kolos se 230 000 zaměstnanci. Firma Bloomberg L.P. odhadla v roce 2020 hodnotu Premdžiho majetku na 18 miliard dolarů. Time ho zařadil mezi sto nejvlivnějších osob světa.
Byl průkopníkem filantropie v Indii a na rozvoj indického školství věnoval dvě miliardy dolarů. V roce 2001 založil Premdžiho nadaci, podporující biologický výzkum a počítačovou gramotnost. V Bengalúru vznikla roku 2010 soukromá vysoká škola Azim Premji University. Připojil se k výzvě Billa Gatese The Giving Pledge, podle níž by nejbohatší lidé měli dávat na dobročinné účely více než polovinu svých příjmů. Časopis Forbes ho v roce 2019 zařadil na seznam největších filantropů mimo USA.
Je nositelem vyznamenání Padma Vibhušan, Řádu čestné legie a čestného doktorátu Wesleyan University. Má dva syny, starší Rišád po něm převzal vedení firmy Wipro.  
Pod jeho jménem jsou také často rozesílány podvodné e-maily. Obsahem je informace, že  příjemce má obdržet buďto dar, nebo výhru ve výši i několika milionů dolarů. Předmět e-mailu je většinou jen “dar”, “gratulujeme”, nebo “výhra” a neobsahuje žádné oslovení. Cílem je však vylákat z oběti osobní údaje a jedná se o podvod.  